# 顧正誼
顧 正誼（こ せいぎ、生没年不詳）は、明代後期に活躍した画家。字は仲方、亭林と号した。松江府華亭県の出身。董其昌の画の師として知られる。

## 生涯
高級官僚であった顧中立を父に持ち、官は中書舎人に任ぜられている。初め山水画を馬琬に学び、のちに元末四大家、とりわけ黄公望に私淑した。古書画の収蔵家でもあり、古人の画を臨模して華亭派の祖となった。若き日の董其昌に山水画の手ほどきをし、黄公望の真筆「陡壑密林図」などの所蔵する名品を閲覧させている。後に董其昌が黄公望に惹かれたのはこの頃の影響が大きいと考えられる。
宋旭・孫克弘らとの交友が知られる。また一族に多くの画家が輩出している。子の顧元慶、甥の顧胤光・顧懿徳、婿の李紹箕などである。

## 代表作
- 「渓山秋爽図」1575年、台北国立故宮博物院
- 「華陽洞天図巻」、上海博物館